# عطش الانتقام (مسلسل)
عطش الانتقام (بالإسبانية: Sed de venganza)‏ هو مسلسل تلفزيوني أمريكي بطولة إيزابيلا كاستيلو ودانيلو كاريرا وأليكسا مارتن. تم عرضه لأول مرة على تيليموندو في 15 أكتوبر 2024.

## طاقم العمل
- إيزابيلا كاستيلو - فرناندا ريوس / ريجينا كاستانيو
- دانيلو كاريرا – فرانسيسكو راميريز / إميليو مونتينيغرو
- اليكسا مارتن - إليسا ديل بينو
- كارلوس توريس - غابرييل ديل بينو
- سيباستيان كارفاخال – مارسيلو إيتشفيري
- دييغو أوليفيرا - أوجينيو بلتران
- دانييلا مارتينيز - مونيكا رودريغيز
- روبرتو رومانو - ألونسو ديل بينو
- فيفي أوليفيرا - بريندا فيريرو
- رودولفو سالاس - روبرتو ليون
- ماريا خوسيه كاماتشو - آنا ديل بينو
- خافيير بونس - سيباستيان ديل بينو
- ساندرا إيتزل - باتريشيا فلوريس
- أومبرتو بوا - فيرمين بيريز
- روبرتا بيرنز - تانيا فيلانويفا
- ماريا لورا كوينتيرو - إريكا فلوريس
- كلوديا كويرا - كلوديا فلوريس
- ماريا يوجينيا أربوليدا - ميرنا غيريرو
- ساؤول ليزازو – ألفريدو ديل بينو